# えびの市立飯野中学校
えびの市立飯野中学校（えびのしりつ いいのちゅうがっこう）は、宮崎県えびの市大字原田にある公立の中学校。

## 概要
歴史
1947年（昭和22年）の学制改革により、新制中学校として創立。現校名となったのは1970年（昭和45年）。2022年（令和4年）に創立75周年を迎えた。
校章
中央に校名の略称である「飯中」の文字（縦書き）を配している。
校歌
1956年（昭和31年）制定。作詞は長友定行、作曲は蛯原三好による。歌詞は3番まであり、各番の歌詞中に校名の「飯野中学校」が登場する。
通学区域
えびの市のうち、「堀浦、上大河平、下大河平、杉水流、五日市、東原田、麓、町、坂元、前田、苧畑、大明司、山内（鳥越、後川内班）、上上江（旭第1、旭第2、上駅西、宮前、下駅西、野中田、泉、宮廻、田の上、掘之内、古城の各班）、駅前、中原田、上原田、南原田、片馬場、高野」。
小学校区はえびの市立飯野小学校。

## 沿革
- 1947年（昭和22年）- 学制改革が行われる（六・三制の実施）。
  - 4月1日 - 飯野国民学校初等科は、新制小学校「飯野町立飯野小学校」に改組・改称。
  - 4月30日 - 飯野国民学校高等科と飯野青年学校普通科が統合の上、新制中学校「飯野町立飯野中学校」として設置が認可される。
  - 5月8日 - 開校式および入学式を挙行。飯野小学校校舎の一部を借用し、授業を開始。
- 1948年（昭和23年）
  - 4月1日 - 飯野青年学校が廃止され、校舎を飯野中学校が継承。
  - 12月 - 木造新校舎1棟（5教室）が完成。
- 1951年（昭和26年）9月 - 寄贈により、校旗を新調。
- 1952年（昭和27年）9月 - 木造新校舎1棟（7教室）が完成。
- 1954年（昭和29年）- 鉄山分校を設置。
- 1956年（昭和31年）11月1日 - 校歌を制定。
- 1958年（昭和33年）6月 - 校門が完成。
- 1961年（昭和36年）11月 - 木造校舎2棟（4教室）が完成。
- 1962年（昭和37年）
  - 9月 - 高野分校を設置。鉄山分校から高野分校へ生徒24名が転出。
  - 12月 - 技術教室と理科教室が完成。
- 1964年（昭和39年）
  - 4月1日 - 鉄山分校を閉校（営林署従業員住宅の集団移転による）。
  - 4月13日 - 飯野町学校給食センターによる完全給食を開始。
- 1965年（昭和40年）3月 - 大平分校を閉校。
- 1966年（昭和41年）
  - 4月 - 体育館が完成。
  - 5月 - 特殊学級を新設。
  - 11月3日 - 3町合併により、「えびの町立飯野中学校」と改称。
- 1968年（昭和43年）2月21日 - えびの地震が発生。3日間休校となる。真幸地区避難民のために体育館を開放。
- 1969年（昭和44年）
  - 4月1日 - えびの町立大河平中学校を統合。
  - 5月 - 鉄筋コンクリート造3階建て西校舎（9教室）等が完成。
  - 11月30日 - 高野分校を閉校。
- 1970年（昭和45年）
  - 2月21日 - 市制施行により、「えびの市立飯野中学校」（現校名）に改称。
  - 3月 - 大河平中学校跡より樹木を移植。
  - 4月 - 鉄筋コンクリート造3階建て東校舎（15教室）が完成。
- 1971年（昭和46年）4月 - 管理棟が完成。
- 1973年（昭和48年）9月 - プールが完成。
- 1974年（昭和49年）11月 - 旧技術室を剣道場に改装。
- 1975年（昭和50年）3月 - サーキットトレーニング施設が完成。
- 1985年（昭和60年）11月 - 運動場を拡張。
- 1987年（昭和62年）12月 - 校旗を新調。
- 1991年（平成3年）3月 - 体育館の大改修工事が完了。
- 1997年（平成9年）5月 - 新校舎が完成し、移転を完了。
- 2001年（平成13年）8月 - 体育館の補修工事が完了。
- 2003年（平成15年）2月 - 第1回立志式を実施。図書館の改修工事が完了。
- 2004年（平成16年）11月 - 長善寮を閉寮。
- 2008年（平成20年）4月 - えびの市立飯野小学校、宮崎県立飯野高等学校とともに、小中高一貫教育実践モデル校として指定を受ける。
- 2009年（平成21年）6月 - プールの改修工事が完了。
- 2011年（平成23年）2月 - 本館の耐震診断補強工事を完了。
- 2018年（平成30年）2月21日 - えびの地震から50年の節目に、えびの市小中一斉避難訓練を実施。

## 部活動
運動部
- 軟式野球部
- サッカー部
- 卓球部（男・女）
- バスケットボール部（男・女）
- 女子バレーボール部
- 女子ソフトテニス部
- 剣道部
- 陸上競技部
- 新体操部
- 柔道部
- 水泳部（現在は休部）
- バドミントン部

文化部
- 吹奏楽部

## 交通
最寄りの幹線道路
- JR九州 吉都線 「えびの飯野駅」下車 徒歩15分

最寄りのバス停留所
- 宮崎交通バス 「大平」停留所

最寄りの幹線道路
- 国道268号

## 周辺
- えびの市立飯野小学校
- 宮崎県立飯野高等学校
- えびの警察署
- えびの市飯野地区コミュニティセンター
- 飯野保育園
- えびの市立病院